# Nils Bouveng (militär)
För andra betydelser, se Nils Bouveng (olika betydelser).
Nils Erik Bouveng, född 24 februari 1900 i Stockholm, död 29 januari 1988 i Eksjö, var en svensk militär. 
Bouveng började sin militära bana som fänrik vid Andra livgrenadjärregementet (I 5) 1922, löjtnant vid Norrbottens regemente (I 19) 1924, kapten i Generalstaben 1936, Hälsinge regemente (I 14) 1940, major vid Jämtlands fältjägarregemente (I 5) 1942, överstelöjtnant 1945, vid Norra Smålands regemente (I 12) 1946, överste och chef för Jämtlands fältjägarregemente (I 5) 1949–1960. Han var i etiopisk tjänst 1934–1936, kompanichef i Svenska frivilligkåren i Finland 1939–1940 och förste lärare vid Krigsskolan 1944–1946.
Han mottog en rad utmärkelser. Han var kommendör av Svärdsorden, officer av Etiopiska Stjärnorden, 4:e klass av Finska Frihetskorsets orden med svärd, Etiopisk minnesmedalj, två finska krigsminnesmedaljer, Hemvärnets guldmedalj, Landstormens silvermedalj, Svenska Lottakårens silvermedalj, Sveriges militära idrottsförbunds silvermedalj, Sveriges skytteförbunds överstyrelses silvermedalj, Svenska Civilförsvarsförbundets förtjänsttecken i guld och Norges skytterstyrs hederstecken.
Nils Bouveng, vars föräldrar var översten Gustaf Bouveng och Lily Myhrman, gifte sig 1926 med Marianne Höjer (1904–1991), dotter till major Gunnar Höjer och Elsa Svensson. De fick barnen Björn 1927, Nils 1929 och Charlotte 1949. Nils Bouvengs son och namne Nils Bouveng blev grundare av Sapa och far till riksdagspolitikern Helena Bouveng.
Nils Bouveng är begravd på Gamla griftegården i Linköping.